# Too Many Zooz
Too Many Zooz — американская музыкальная группа, основанная в Нью-Йорке.
В её состав входят: Лео Пеллегрино (баритон-саксофон), Мэтт Мьюирхед (труба) и Дэвид Паркс (барабаны).

## Образование группы
Пеллегрино и Мьюирхед познакомились во время обучения в Манхэттенской школе музыки. Пеллегрино и Паркс вместе играли в местной группе Drumadics. Объединившись в середине 2013 года, трио начало играть вместе на разных станциях метро Нью-Йорка. Участники группы определяют жанр своей музыки как брасс-хаус (brass house).
Группа получила известность, когда видео одного из их выступлений в метро, записанное прохожим на станции Юнион-Сквер, стало популярным на YouTube в марте 2014 года. Среди отличительных черт их выступлений — танцевальные движения Лео Пеллегрино во время игры.

## Выступления
К январю 2015 года группа проехала с туром, выступая в театрах и небольших клубах, по всей территории Соединенных Штатов. 
2 ноября 2016 года аккомпанировали Бейонсе на получении телевизионной награды Country Music Association Awards в Нэшвилле, штат Теннесси.
В 2019 году саксофонист Лео Пеллегрино выступил в качестве приглашенного музыканта на двух концертах Shpongle в амфитеатре Red Rocks, США.

## Дискография
- F NOTE (EP) (19 января 2014)
- Fanimals (ЕР) (6 сентября 2014)[4]
- Brasshouse Volume 1: Survival of the Flyest (EP) (21 ноября 2014)
- The Internet (EP) (1 мая 2015)
- Subway Gawdz (LP) (27 июня 2016)